# Krohn Air
Krohn Air AS es una aerolínea virtual que vuela entre el Aeropuerto de Molde Årø y el Aeropuerto de Trondheim Værnes. Las operaciones son efectuadas por Sun Air of Scandinavia utilizando aviones Dornier 328, y el handling es efectuado por SAS Ground Services. La aerolínea comenzó a operar el 3 de febrero de 2010, después de que Scandinavian Airlines finalizase sus servicios desde Molde a Trondheim el 31 de enero de 2010.